# Espacio dual fuerte
En análisis funcional y en otras áreas relacionadas de las matemáticas, el espacio dual fuerte de un espacio vectorial topológico (EVT) {\displaystyle X} es el espacio dual {\displaystyle X^{\prime }} de {\displaystyle X} equipado con la  topología (dual) fuerte o topología de convergencia uniforme en subconjuntos acotados de {\displaystyle X,} donde esta topología se denota por {\displaystyle b\left(X^{\prime },X\right)} o {\displaystyle \beta \left(X^{\prime },X\right).} La topología polar más gruesa se llama topología débil.
El espacio dual fuerte juega un papel tan importante en el análisis funcional moderno, que generalmente se supone que el espacio dual continuo tiene una topología dual fuerte a menos que se indique lo contrario.
Para enfatizar que el espacio dual continuo, {\displaystyle X^{\prime },} tiene una topología dual fuerte, se puede escribir {\displaystyle X_{b}^{\prime }} o {\displaystyle X_{\beta }^{\prime }}.

## Topología dual fuerte
En todo momento, se supondrá que todos los espacios vectoriales están sobre el cuerpo {\displaystyle \mathbb {F} } de los números reales {\displaystyle \mathbb {R} } o de los números complejos {\displaystyle \mathbb {C} .}

### Definición a partir de un sistema dual
Sea {\displaystyle (X,Y,\langle \cdot ,\cdot \rangle )} un par dual de espacios vectoriales sobre el cuerpo {\displaystyle \mathbb {F} } de los números reales {\displaystyle \mathbb {R} } o de los números complejos {\displaystyle \mathbb {C} .}
Para cualquier {\displaystyle B\subseteq X} y cualquier {\displaystyle y\in Y,} se define
{\displaystyle |y|_{B}=\sup _{x\in B}|\langle x,y\rangle |.}
Ni {\displaystyle X} ni {\displaystyle Y} tienen una topología, por lo que se dice que un subconjunto {\displaystyle B\subseteq X} está delimitado por un subconjunto {\displaystyle C\subseteq Y} si {\displaystyle |y|_{B}<\infty } es para todos los {\displaystyle y\in C.}
Entonces, un subconjunto {\displaystyle B\subseteq X} se llama acotado si y solo si
{\displaystyle \sup _{x\in B}|\langle x,y\rangle |<\infty \quad {\text{ para todo }}y\in Y.}
Esto es equivalente a la noción habitual de subconjuntos acotados cuando a {\displaystyle X} se le da la topología débil inducida por {\displaystyle Y,} que es una topología localmente convexa de Hausdorff.
Sea {\displaystyle {\mathcal {B}}} la familia de todos los subconjuntos {\displaystyle B\subseteq X} delimitados por elementos de {\displaystyle Y}; es decir, {\displaystyle {\mathcal {B}}} es el conjunto de todos los subconjuntos {\displaystyle B\subseteq X} tales que para cada {\displaystyle y\in Y,}
{\displaystyle |y|_{B}=\sup _{x\in B}|\langle x,y\rangle |<\infty .}
Entonces, la topología fuerte {\displaystyle \beta (Y,X,\langle \cdot ,\cdot \rangle )} en {\displaystyle Y,} también denotada por {\displaystyle b(Y,X,\langle \cdot ,\cdot \rangle )} o simplemente {\displaystyle \beta (Y,X)} o {\displaystyle b(Y,X)} si se entiende el emparejamiento {\displaystyle \langle \cdot ,\cdot \rangle }, se define como la topología localmente convexa en {\displaystyle Y} generada por las seminormas de la forma
{\displaystyle |y|_{B}=\sup _{x\in B}|\langle x,y\rangle |,\qquad y\in Y,\qquad B\in {\mathcal {B}}.}
La definición de la topología dual fuerte se realiza ahora como en el caso de un EVT.
Téngase en cuenta que si {\displaystyle X} es un EVT cuyo espacio dual continuo separa puntos en {\displaystyle X,} entonces {\displaystyle X} es parte de un sistema dual canónico {\displaystyle \left(X,X^{\prime },\langle \cdot ,\cdot \rangle \right)}
donde {\displaystyle \left\langle x,x^{\prime }\right\rangle :=x^{\prime }(x).}
En el caso especial en el que {\displaystyle X} es un espacio localmente convexo, la topología fuerte en el espacio dual (continuo) {\displaystyle X^{\prime }} (es decir, en el espacio de todos los funcionales lineales continuos {\displaystyle f:X\to \mathbb {F} }) se define como la topología fuerte {\displaystyle \beta \left(X^{\prime },X\right),} y coincide con la topología de convergencia uniforme en conjuntos acotados en {\displaystyle X}, es decir, con la topología en {\displaystyle X^{\prime }} generada por las seminormas de la forma
{\displaystyle |f|_{B}=\sup _{x\in B}|f(x)|,\qquad {\text{ donde }}f\in X^{\prime },}
donde {\displaystyle B} opera sobre la familia de todos los conjuntos acotados en {\displaystyle X.}
El espacio {\displaystyle X^{\prime }} con esta topología se denomina espacio dual fuerte  del espacio {\displaystyle X} y se denota por {\displaystyle X_{\beta }^{\prime }.}

### Definición en un EVT
Supóngase que {\displaystyle X} es un espacio vectorial topológico (EVT) sobre el cuerpo {\displaystyle \mathbb {F} .}
Sea {\displaystyle {\mathcal {B}}} cualquier sistema fundamental de conjuntos acotados de {\displaystyle X};
es decir, {\displaystyle {\mathcal {B}}} es una familia de subconjuntos acotados de {\displaystyle X} de modo que cada subconjunto acotado de {\displaystyle X} es un subconjunto de algún {\displaystyle B\in {\mathcal {B}}}.
Entonces, el conjunto de todos los subconjuntos acotados de {\displaystyle X} forma un sistema fundamental de conjuntos acotados de {\displaystyle X.}
Una base de entornos cerrados del origen en {\displaystyle X^{\prime }} viene dada por los conjuntos polares:
{\displaystyle B^{\circ }:=\left\{x^{\prime }\in X^{\prime }:\sup _{x\in B}\left|x^{\prime }(x)\right|\leq 1\right\}}
ya que {\displaystyle B} está por encima de {\displaystyle {\mathcal {B}}}).
Esta es una topología localmente convexa dada por el conjunto de seminormas en {\displaystyle X^{\prime }}
{\displaystyle \left|x^{\prime }\right|_{B}:=\sup _{x\in B}\left|x^{\prime }(x)\right|}
ya que {\displaystyle B} se extiende sobre {\displaystyle {\mathcal {B}}.}
Si {\displaystyle X} es normado, entonces también lo es {\displaystyle X_{b}^{\prime }} y {\displaystyle X_{b}^{\prime }} será de hecho un espacio de Banach.
Si {\displaystyle X} es un espacio normado con la norma {\displaystyle \|\cdot \|}, entonces {\displaystyle X^{\prime }} tiene una norma canónica (la norma de operador) dada por {\displaystyle \left\|x^{\prime }\right\|:=\sup _{\|x\|\leq 1}\left|x^{\prime }(x)\right|}. La topología que esta norma induce en {\displaystyle X^{\prime }} es idéntica a la topología dual fuerte.

## Bidual
El bidual o segundo dual de un EVT {\displaystyle X,} a menudo denotado por {\displaystyle X^{\prime \prime },} es el dual fuerte del dual fuerte de {\displaystyle X}
{\displaystyle X^{\prime \prime }\,:=\,\left(X_{b}^{\prime }\right)^{\prime }}
donde {\displaystyle X_{b}^{\prime }} denota {\displaystyle X^{\prime }} dotado de la topología dual fuerte {\displaystyle b\left(X^{\prime },X\right).}
A menos que se indique lo contrario, generalmente se supone que el espacio vectorial {\displaystyle X^{\prime \prime }} está dotado de la topología dual fuerte inducida en él por {\displaystyle X_{b}^{\prime },}, en cuyo caso se le llama bidual fuerte de {\displaystyle X}; esto es,
{\displaystyle X^{\prime \prime }\,:=\,\left(X_{b}^{\prime }\right)_{b}^{\prime }}
donde el espacio vectorial {\displaystyle X^{\prime \prime }} está dotado de la topología dual fuerte {\displaystyle b\left(X^{\prime \prime },X_{b}^{\prime }\right).}

## Propiedades
Sea {\displaystyle X} un EVT localmente convexo.
- Un subconjunto convexo equilibrado débilmente compacto de {\displaystyle X^{\prime }} está acotado en {\displaystyle X_{b}^{\prime }.}[1]
- Cada subconjunto débilmente acotado de {\displaystyle X^{\prime }} está fuertemente acotado.[2]
- Si {\displaystyle X} es un espacio barrilado, entonces la topología de {\displaystyle X} es idéntica a la topología dual fuerte {\displaystyle b\left(X,X^{\prime }\right)} y a la topología de Mackey en {\displaystyle X.}
- Si {\displaystyle X} es un espacio localmente convexo metrizable, entonces el dual fuerte de {\displaystyle X} es un espacio bornológico si y solo si es un espacio infrabarrilado, si y solo si es un espacio barrilado.[3]
- Si {\displaystyle X} es un EVT localmente convexo de Hausdorff, entonces {\displaystyle \left(X,b\left(X,X^{\prime }\right)\right)} es metrizable si y solo si existe un conjunto numerable {\displaystyle {\mathcal {B}}} de subconjuntos acotados de {\displaystyle X} tal que cada subconjunto acotado de {\displaystyle X} esté contenido en algún elemento de {\displaystyle {\mathcal {B}}.}[4]
- Si {\displaystyle X} es localmente convexo, entonces esta topología es más fina que todas las demás topologías {\displaystyle {\mathcal {G}}} en {\displaystyle X^{\prime }} cuando se consideran solo {\displaystyle {\mathcal {G}}} cuyos conjuntos son subconjuntos de {\displaystyle X.}
- Si {\displaystyle X} es un espacio bornológico (por ejemplo, un espacio metrizable o un espacio LF), entonces {\displaystyle X_{b(X^{\prime },X)}^{\prime }} es completo.

Si {\displaystyle X} es un espacio barrilado, entonces su topología coincide con la topología fuerte {\displaystyle \beta \left(X,X^{\prime }\right)} en {\displaystyle X} y con la topología de Mackey generada por el emparejamiento {\displaystyle \left(X,X^{\prime }\right).}

## Ejemplos
Si {\displaystyle X} es un espacio vectorial normado, entonces su espacio dual (continuo) {\displaystyle X^{\prime }} con la topología fuerte coincide con el espacio de Banach dual {\displaystyle X^{\prime }}; es decir, con el espacio {\displaystyle X^{\prime }} con la topología inducida por la norma de operador. Por el contrario, la topología {\displaystyle \left(X,X^{\prime }\right)} en {\displaystyle X} es idéntica a la topología inducida por la norma en {\displaystyle X.}